# Ptinus levantinus
Ptinus levantinus là một loài bọ cánh cứng trong họ Ptinidae. Loài này được Sahlberg miêu tả khoa học năm 1913.